# Lee Yu-bi
Lee So-yool (en Hangul: 이소율; antes Lee Yoo-jin; nacida como Im Yoo-jin; Seúl, 22 de noviembre de 1990), conocida artísticamente como Lee Yu-bi es una actriz surcoreana.

## Vida privada
Es hija de los actores Kyeon Mi-ri e Im Young-kyu. Sus padres se divorciaron en 1993. 
Cuando su madre se volvió a casar en 1998, su padrastro, Lee Hong-heon las adoptó legalmente a ella y a su hermana, Lee Da-in, quien también es actriz.

## Carrera
Comenzó su carrera en el 2011 con la comedia Vampire Idol, a continuación participando como personaje de reparto en dramas como The Innocent Man (2012), Gu Family Book (2013), y Pinocho (2014), así como en las películas The Royal Tailor (2014) y Twenty (2015).
Interpretó su primer papel protagónico en el drama Scholar Who Walks the Night, una adaptación del webtoon sobre un vampiro erudito de la era Joseon.
En 2017 protagonizó junto a Choi Min-ho el web drama de la JTBC Somehow 18.
El mismo año, fue elegida para participar de la comedia Neighbour Cousin. En octubre firmó con su nueva agencia 935 Entertainment.
En 2018 protagonizará el drama médico A Poem a Day.
En marzo de 2021 se unió al elenco de la serie Joseon Exorcist donde interpretó a Eo-ri.
En septiembre de 2021 se unió al elenco principal de la serie Yumi's Cells, donde da vida a Ruby, una joven energética y cariñosa que posee varias habilidades para las relaciones y sabe cómo cuidar a su gente.
En abril de 2022, se anunció que estaba en pláticas para unirse a la serie ¡Doona!

## Filmografía

### Series de televisión
| Año  | Título                          | Rol                  | Red     | Notas        | Ref.   |
| ---- | ------------------------------- | -------------------- | ------- | ------------ | ------ |
| 2011 | Vampire Idol                    | Yu-bi                | MBN     |              |        |
| 2012 | The Innocent Man                | Kang Choco           | KBS2    |              |        |
| 2013 | Gu Family Book                  | Park Chung-jo        | MBC     |              |        |
| 2014 | Pinocchio                       | Yoon Yoo-rae         | SBS     |              |        |
| 2015 | The Scholar Who Walks the Night | Jo Yang-sun          | MBC     |              |        |
| 2016 | Uncontrollably Fond             | Lee Yu-bi            | KBS2    | cameo, ep. 4 |        |
| 2017 | Somehow 18                      | Han Na-bi            | JTBC    | serie web    |        |
| 2018 | A Poem a Day                    | Woo Bo-young         | tvN     |              |        |
| 2020 | La novata de la calle           | cliente de la tienda | SBS     | cameo, ep. 2 |        |
| 2021 | Joseon Exorcist                 | Eo-ri                | SBS     |              |        |
| 2021 | Penthouse: War In Life 3        | Il-jin               | SBS     | cameo, ep. 7 | [ 17 ] |
| 2021 | Yumi's Cells                    | Ruby                 | tvN     |              | [ 18 ] |
| 2023 | ¡Doona!                         | Kim Jin-joo          | Netflix | serie web    | [ 19 ] |
| 2023 | 7 Escape                        | Han Mo-ne            | SBS     |              | [ 20 ] |

### Cine
| Título | Papel            | Notas               |
| ------ | ---------------- | ------------------- |
| 2014   | The Royal Tailor | Real concubina Soui |
| 2015   | Veinte           | So-hee              |
| 2018   | Neighbour Cousin |                     |
| 2022   | Love Affair      | Song Yoo-hwa        |

### Espectáculo de variedades
| Título | Papel                                  | Red | Notas                   |
| ------ | -------------------------------------- | --- | ----------------------- |
| 2014   | Inkigayo                               | SBS | presentadora            |
| 2018   | Real Men 300                           |     | miembro                 |
| 2018   | Law of the Jungle in Last Indian Ocean | SBS | miembro - (ep. 340-343) |

### Presentadora
| Año  | Título                                   | Notas                     |
| ---- | ---------------------------------------- | ------------------------- |
| 2019 | Soribada Best K-Music Award              | co-presentadora           |
| 2020 | 2020 Mnet Asian Music Awards (2020 MAMA) | presentadora de categoría |

### Vídeos musicales
| Año  | Título de la canción | Artista |
| ---- | -------------------- | ------- |
| 2013 | "Reminisce"          | Huh Gak |
| 2014 | "No More"            | B2ST    |

## Premios y nominaciones
| Año  | Premio                        | Categoría                                 | Nominación                        | Resultado | Ref.   |
| ---- | ----------------------------- | ----------------------------------------- | --------------------------------- | --------- | ------ |
| 2012 | 2012 KBS Drama Awards         | mejor actriz nueva                        | The Innocent Man                  | Nominada  |        |
| 2013 | 49th Baeksang Arts Awards     | mejor actriz nueva (TV)                   | The Innocent Man                  | Nominada  |        |
| 2013 | 7th Mnet 20's Choice Awards   | 20's Booming Star - Femenina              | Gu Family Book y The Innocent Man | Ganadora  | [ 27 ] |
| 2013 | 2nd APAN Star Awards          | mejor actriz nueva                        | Gu Family Book                    | Ganadora  | [ 28 ] |
| 2013 | 2013 MBC Drama Awards         | mejor actriz nueva                        | Gu Family Book                    | Nominada  |        |
| 2014 | 2nd Asia Rainbow TV Awards    | mejor actriz de reparto                   | Gu Family Book                    | Nominada  |        |
| 2014 | 2014 SBS Drama Awards         | premio estrella nueva                     | Pinocchio                         | Ganadora  |        |
| 2015 | 52nd Grand Bell Awards        | premio de popularidad                     | Twenty                            | Nominada  |        |
| 2015 | 36th Blue Dragon Film Awards  | mejor actriz nueva                        | Twenty                            | Nominada  |        |
| 2015 | 2015 MBC Drama Awards         | premio de excelencia, actriz de miniserie | Scholar Who Walks the Night       | Nominada  |        |
| 2015 | 2015 MBC Drama Awards         | mejor actriz nueva en miniserie           | Scholar Who Walks the Night       | Ganadora  | [ 29 ] |
| 2018 | 18th MBC Entertainment Award  | Rookie Award in Variety Category          | Real Men 300                      | Nominada  |        |
| 2019 | 2020 Korea First Brand Awards | Beauty Icon                               |                                   | Ganador   | [ 30 ] |